# Penny Hardaway
Anfernee Deon „Penny“ Hardaway (* 18. července 1971 Memphis) je bývalý americký basketbalista.
Hrál na postu rozehrávače, čtyřikrát byl nominován k zápasu hvězd National Basketball Association (1995 až 1998). Během kariéry dosáhl 10 684 bodů. V roce 1995 hrál s klubem Orlando Magic finále NBA, byl členem americké reprezentace, která vyhrála basketbalový turnaj na olympiádě v Atlantě. Účinkoval ve filmu Williama Friedkina Lanaři (1994).